# Heq-at

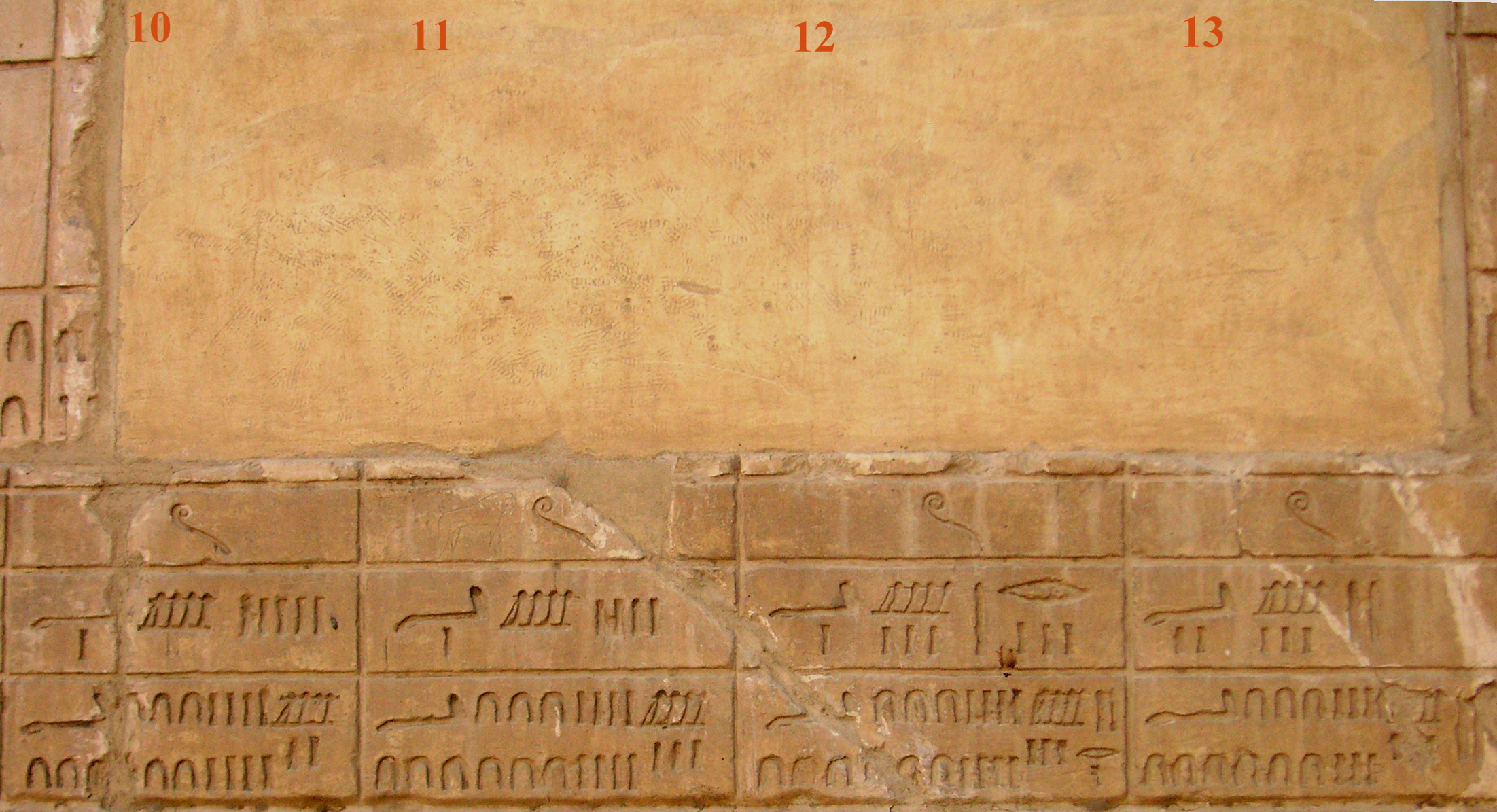
Heq-ats plats, län 13, på "Vita kapellets" vägg i Karnak.

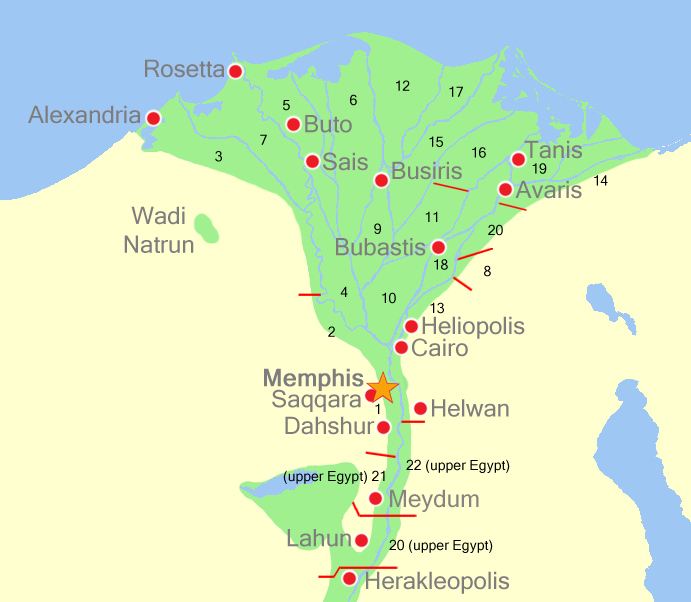
Lägeskarta över nomoi i Nedre Egypten.

Heq-at ("Blomstrande spira", även Theb-netjer) var ett av de 42 nomoi (länen) i Forntida Egypten.
| S38 | R24 · R12 · N24 |

Heq-at med hieroglyfer

## Geografi
Heq-at var ett av de 20 nomoi i Nedre Egypten och hade nummer 13.
Länets storlek går ej att utläsa, vanligen var länen cirka 30–40 km långa och ytan beroende på Nildalens bredd eller öknens början. Ytan räknades i cha-ta (1 cha-ta motsvarar 2,75 ha) och längden räknades i iteru (1 iteru motsvarar 10,5 km).
Niwt (huvudorten) var Iunu/Heliopolis (dagens El-Matariya) och den övriga större orten var Kheraha (dagens Behbeit el-Hagar).

## Historia
Varje län styrdes av en nomark som officiellt lydde direkt under faraon.
Varje Niwt hade ett Het net (tempel) tillägnad områdets skyddsgud och ett Heqa het (nomarkens residens).
Länets skyddsgud var Re-Harachte och bland övriga gudar dyrkades främst Benu, Hathor, Mnevis och Ra.
Idag ingår området i guvernementet Kairo.